# David Millbern
David Millbern est un acteur américain né le 26 septembre 1967.

## Filmographie
- 1982 : Sorceress (en) : Pando
- 1982 : Fête sanglante (The Slumber Party Massacre) : Jeff
- 1985 : Robotech (série TV) : Louie Nichols
- 1991 : Bikini Summer : Chet
- 1992 : Blame It on the Vodka : Herman Cranshaw
- 1993 : Illegal Entry: Formula for Fear : Steve Grider
- 1993 : Bank Robber : Wiretapper
- 1995 : Amanda & the Alien (TV) : Lieutenant LeBeau
- 1995 : Midnight Confessions : Mitch
- 1995 : Dead Weekend (TV) : Medic #1
- 1996 : Menno's Mind (en) de Jon Kroll (en) : Security Man who says 'Freeze'
- 1996 : M@ra (Cyberella: Forbidden Passions) : Stephen
- 1997 : Dog's Best Friend (TV) : Pete Ramsey
- 1997 : The Night That Never Happened : Eric
- 1997 : The Twilight of the Golds (TV) : Emergency Room Doctor
- 1997 : La Météorite du siècle (Doomsday Rock) (TV) : Jensen
- 1998 : Talents cachés (Error in Judgment) : Peter
- 1998 : Sweetheart Murders : Mark Lewis
- 1998 : Ni dieux ni démons (Gods and Monsters) : Dr. Payne
- 1998 : Le souffle de l'enfer (Storm Chasers: Revenge of the Twister) (TV) : Tony Grant
- 1998 : Touche-moi (Different Strokes) : Rick
- 1999 : Crash and Byrnes (TV) : Agent Thompson
- 1999 : L'Équipe rouge (Red Team) : Reed
- 1999 : Souvenirs d'avril (I'll Remember April) : Mr. Walker
- 1999 : Kiss of a Stranger : Announcer
- 2000 : Sanctimony (TV) : Peter
- 2000 : The Extreme Adventures of Super Dave (vidéo) : Reporter
- 2000 : Nostradamus : Agent Wilcox
- 2000 : Y a-t-il un flic pour sauver l'humanité ? (2001: A Space Travesty) : Pin Head Alien #1
- 2001 : Texas rangers, la revanche des justiciers (Texas Rangers) : Marshall
- 2001 : Sous le silence (The Unsaid) : Brad
- 2002 : Bokshu the Myth : Michael
- 2002 : A Light in the Forest : Malcolm Churchill
- 2002 : Now and Forever : Guardian
- 2002 : Tornade (Tornado Warning) (TV) : Curt Reid
- 2002 : Le Secret de maman (I Saw Mommy Kissing Santa Claus) : Felix Becker
- 2003 : Panique sous les Tropiques (The Paradise Virus) (TV) : John Nevison
- 2003 : Deep Freeze : Ted Jacobson
- 2004 : Zolar (TV) : Skip
- 2005 : The Passing : Mr. McClain-lawyer
- 2005 : Vengeance de femme (Fatal Reunion) (vidéo) : Russell Landers
- 2005 : Chupacabra Terror (vidéo) : Rick McGraw
- 2006 : In Her Line of Fire
- 2006 : Un Noël pour l'éternité (Christmas Do-Over) (TV) : Todd
- 2011 : Brisée par mon mari (Past Obsessions) (TV) : Matt Walsh
- 2015 : Absence et Conséquences (The Nurse) (TV) : John Dasseau